# Präsident der Hamburgischen Bürgerschaft

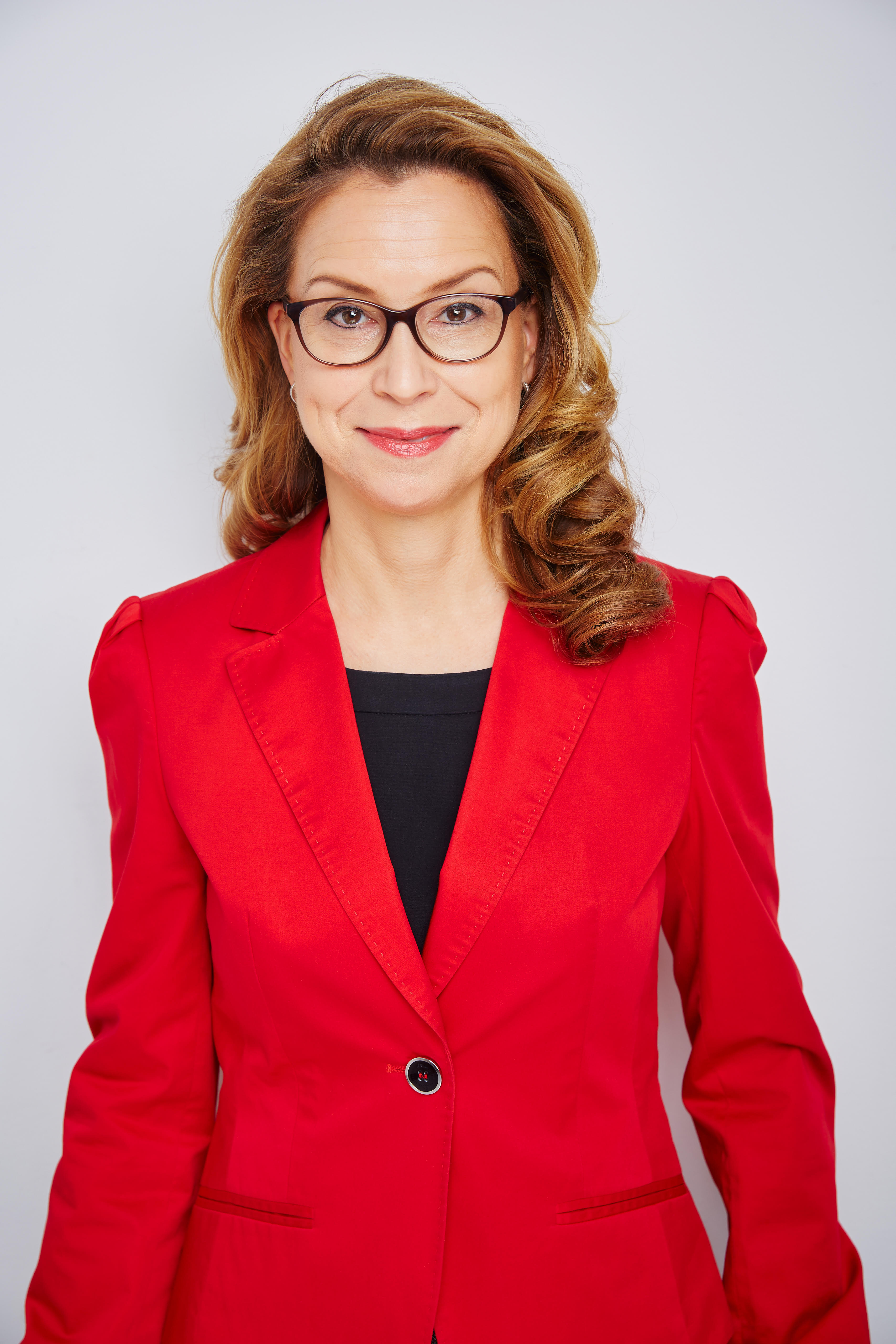
Carola Veit, Präsidentin der Hamburgischen Bürgerschaft

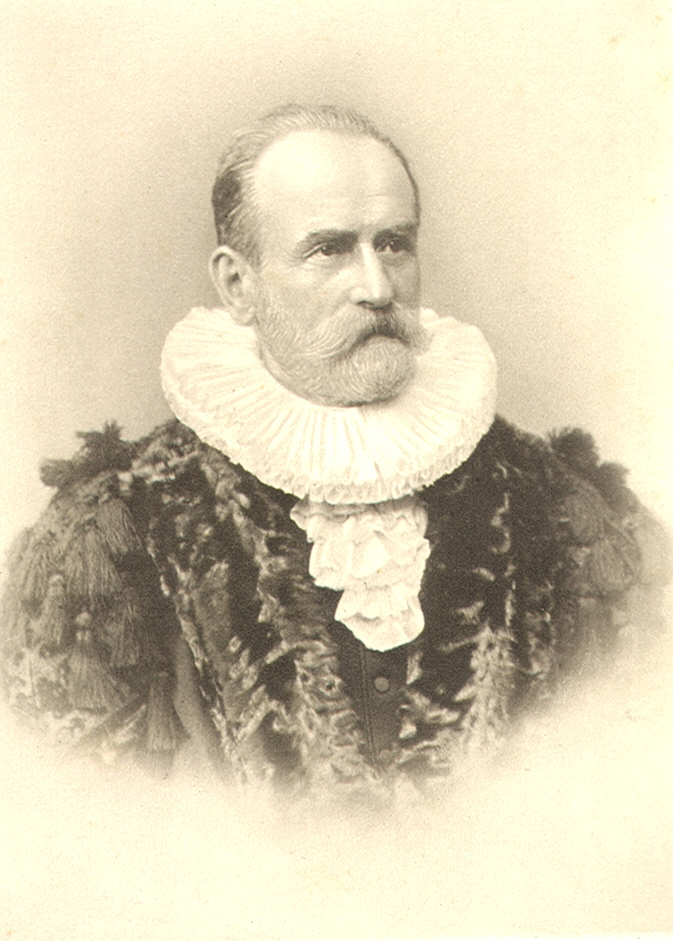
Johannes Versmann, erster Präsident der Hamburgischen Bürgerschaft

Der Präsident der Hamburgischen Bürgerschaft ist der Vorsitzende des Landesparlaments der Freien und Hansestadt Hamburg.

## Aufgaben
Der Präsident beruft die Sitzungen der Bürgerschaft nach Art. 22 der Verfassung der Freien und Hansestadt Hamburg (HmbVerf) ein und leitet sie nach § 27 der Geschäftsordnung der Hamburgischen Bürgerschaft (GO). Er übt das Hausrecht und die Polizeigewalt in den von der Bürgerschaft benutzten Räumen des Hamburger Rathauses aus, Art. 18 Abs. 2 S. 1 HmbVerf. Mit der Bürgerschaftskanzlei untersteht ihm die Verwaltung der Bürgerschaft einschließlich der dort tätigen Beamten. Er führt den Haushalt der Bürgerschaft und vertritt Hamburg, soweit es die Bürgerschaft betrifft, Art. 18 Abs. 2 S. 2 HmbVerf. Schließlich beruft der noch amtierende Präsident die konstituierende Sitzung der neu gewählten Bürgerschaft ein, § 1 Abs. 1 GO.
Bei der Leitung der Geschäfte und Sitzungen der Hamburgischen Bürgerschaft achtet der Präsident auf die Wahrung der Rechte der Abgeordneten und der Würde der Bürgerschaft § 3 Abs. 1 GO. In dieser Funktion wird trotz der daneben weiterhin bestehenden Eigenschaft als gewählter Abgeordneter ein unparteiisches Verhalten erwartet.

## Wahl
Der Bürgerschaftspräsident wird aus der Mitte der Hamburgischen Bürgerschaft gewählt, Art. 18 Abs. 1 S. 1 HmbVerf. Die Wahl erfolgt durch die Abgeordneten in der konstituierenden Sitzung des neu gewählten Parlaments. Bis zur Wahl wird die Sitzung durch den Alterspräsidenten geleitet.
In der Regel stellt die Fraktion mit den meisten Abgeordneten den Bürgerschaftspräsidenten. Die Amtszeit des Bürgerschaftspräsidenten endet mit der jeweiligen Legislaturperiode. Eine vorherige Abwahl ist durch die Geschäftsordnung ausgeschlossen, § 2 Abs. 1 S. 1 GO. Ob auch die Verfassung eine Abwahl ausschließt, ist umstritten. Eine Wiederwahl in der nächsten Legislaturperiode ist möglich, sofern der bisherige Amtsinhaber wieder Mitglied der neuen Bürgerschaft wird.

## Vizepräsidenten
Bei den Aufgaben wird der Präsident von Stellvertretern (den Vizepräsidenten) und den Schriftführern vertreten, § 4 GO. Gemeinsam bilden diese Abgeordneten das Präsidium der Hamburgischen Bürgerschaft, § 2 S. 2 GO. Üblicherweise werden die Stellvertreter anteilig von den in der Bürgerschaft vertretenen Fraktionen gestellt.

## Geschichte
Das Amt des Präsidenten der Hamburgischen Bürgerschaft existiert seit dem 6. Dezember 1859, verfassungsrechtlich festgeschrieben wurde es am 28. September 1860. Johannes Versmann war der erste Präsident der Hamburgischen Bürgerschaft. Am längsten übte Ehrenbürger Herbert Dau von 1960 bis 1978 das Amt des Präsidenten aus. Seit 2011 ist Carola Veit die Präsidentin der Hamburgischen Bürgerschaft.